# Кызылсу (некрополь)
Кызылсу (каз. Қызылсу) — некрополь, расположенный в Каракиянском районе Мангистауской области Казахстана в 21 км северо-восточнее поселка Сенек, памятник архитектурных культовых комплексов Мангышлака середины XIX — начала XX веков. В 1982 году некрополь был включен в список памятников истории и культуры Казахской ССР республиканского значения и взят под охрану государства.

## Описание
Представляет собой комплекс средних размеров, в котором наряду с надгробными сооружениями расположена недостроенная мечеть без перекрытия с угловыми башенками. В большом количестве имеются прямоугольные саганатамы (надгробные сооружения) из опиленных блоков известняка-ракушечника с богатым красочным декором интерьеров. Для малых форм архитектуры некрополя характерны тенденции упрощения композиционной схемы, линейности, геометрии форм: ступенчатые надгробия уштас, бестас, стилизованные койтасы, саркофаги-сандыктасы.
В центре некрополя расположен замечательный по архитектурно-планировочной структуре мавзолей Борана, построенный народным зодчим Нурниязом Избасарулы.